# Peine de mort dans le Maryland

Localisation du Maryland sur la carte des États-Unis.

La peine de mort a été applicable dans le Maryland de 1638 (première exécution) au 15 mars 2013, date de son abolition. 
Entre 1638 et 1955, l'État utilisait la pendaison comme mode d'exécution légal, puis la potence fut remplacée par la chambre à gaz. L'injection létale se substitua à cette dernière méthode en 1994. Pour les condamnations prononcées avant le 25 mars 1994, mais non encore exécutées jusqu'en 2013, le condamné avait le choix entre la chambre à gaz et l'injection létale.  
Avant son abolition en 2013, la peine de mort n'était pas autorisée en cas de retard mental de l'accusé. Le juge fixe la semaine où doit avoir lieu l'exécution (entre les 4 à 8 semaines suivantes), et le directeur de l'administration pénitentiaire la date exacte qui reste secrète jusqu'au dernier moment. Les exécutions ont lieu à Baltimore. Le gouverneur a seule autorité pour décider de la grâce. Ceux qui ont commis leur crime avant 1994 peuvent demander à être exécutés dans la chambre à gaz, mais ce n'est jamais arrivé.
Le 24 juin 2009, l'administration a publié un nouveau protocole d'exécution qui attend d'être examiné par la législature et sujet aux commentaires publics avant de ne pouvoir être approuvé par le gouverneur.
Aujourd'hui, le Maryland détient cinq personnes susceptibles d'être condamnées à mort.

## Exécutions entre 1978 et 2013
Les exécutions avait lieu à Baltimore, au Metropolitan Transition Center (en).
| # | Criminel       | Date             | Méthode(s)       | Crime(s)                                                                         | Gouverneur        |
| - | -------------- | ---------------- | ---------------- | -------------------------------------------------------------------------------- | ----------------- |
| 1 | John Thanos    | 16 mai 1994      | Injection létale | Meurtre en 1990 de trois adolescents âgés de quatorze à dix-huit ans.            | William Schaefer  |
| 2 | Flint Hunt     | 2 juillet 1997   | Injection létale | Meurtre en 1985 d'un policier après le vol d'une voiture.                        | Parris Glendening |
| 3 | Tyrone Gilliam | 16 novembre 1998 | Injection létale | Meurtre en 1988 d'une femme en lui tirant dessus lors du vol de sa voiture.      | Parris Glendening |
| 4 | Steven Oken    | 17 juin 2004     | Injection létale | Meurtre en 1987 de deux femmes en les battants à mort après les avoir violées.   | Robert Ehrlich    |
| 5 | Wesley Baker   | 5 décembre 2005  | Injection létale | Meurtre en 1991 d'une femme sur un parking en lui tirant dessus pour la braquer. | Robert Ehrlich    |

Avant l'abolition en 2013, le couloir de la mort du Maryland comptait quatre condamnés. Entre 1978 et 2013, sept condamnés ont été graciés dans le Maryland.

## Remise en cause de la peine de mort
Il y avait le 18 mars 2013, 5 condamnés à mort qui attendaient leur exécution dans le Maryland. En 2002 le gouverneur démocrate Parris Glendening imposa un moratoire par ordre exécutif qui fut, sans doute, une des raisons de la défaite du candidat démocrate Kathleen Townsend Kennedy lors des élections de novembre 2002. Le nouveau gouverneur républicain ne prolongea pas ce moratoire. En 2006, la Cour d'appel du Maryland (Cour suprême), qui fait office de juridiction exclusive d'appel dans les affaires de peine capitale, ordonna que les exécutions ne reprennent qu'après une révision du protocole d'exécution par injection létale.

### Bataille législative de 2009: compromis entre abolitionnistes et partisans de la peine de mort
En 2008, une commission fut instituée par la législature pour traiter des problèmes en relation avec la peine de mort, celle-ci devait rendre son rapport en décembre 2008. La commission dont les membres ont été nommés par le gouverneur abolitionniste Martin O'Malley a voté par 13 voix contre 8 pour l'abolition de la peine capitale. 
Une loi allant dans ce sens a déjà pourtant été mise sur le carreau la même année et ne pourrait aboutir sans un vote en sa faveur du comité judiciaire du Sénat dont les membres n'ont pas changé depuis. Les membres ont finalement à nouveau voté contre l'abolition totale ou partielle de la peine de mort, mais le président du Sénat (partisan de la peine de mort) a déclaré qu'il soutiendrait que le Sénat débatte du sujet au moyen d'une procédure extraordinaire (outrepassant le comité). 
Selon un sondage fait par The Baltimore Sun, la majorité des sénateurs sont opposés à « l'abolition totale » de la peine capitale. 
Début mars 2009, la bataille législative s'est finalement terminée par un amendement tendant à restreindre le champ d'application de la peine de mort sans l'abolir. Cet amendement non-rétroactif stipule que la peine de mort ne pourra être appliquée qu'en la présence soit de preuves ADN, soit de preuves enregistrées sur vidéo, tels que des aveux où l'accusé dévoile des indices que seul le coupable pouvait connaitre,,. 
La peine de mort est finalement abolie le 15 mars 2013.